# Ben X
A Ben X 2007-es belga-holland filmdráma Greg Timmermans, Laura Verlinden és Marijke Pinoy főszereplésével. Nic Balthazar "Nothing was all he said" (Semmit sem mondott) című regényének feldolgozása. A történet valós eseményeken alapul.

## Történet
Ben különleges. Az életét furcsa rituálék szerint éli, és megrögzött internetes szerepjátékos. Valódi élete ugyanis valóságos pokol: az iskolában két fiú zaklatása szinte halálos fenyegetést jelent a fiú számára. Bennek azonban van egy terve, mely egy szóban foglalható össze: gyilkosság. De a játékban megismert lány, Scarlite felborítja eredeti elképzeléseit.
Ben különleges. Ben Asperger-szindrómás. Míg a játékban normális életet élhet, a valóságban más, mint a többiek, ezért zaklatják és megalázzák az iskolában. Ben mindenáron szabadulni akar, és Scarlite segít a végjátékban.

## Díjak és jelölések
| Csoport                             | Díj                      | Jelölt        | Elnyerte |
| ----------------------------------- | ------------------------ | ------------- | -------- |
| Isztambuli Nemzetközi Filmfesztivál | Fipresci-díj             | Nic Balthazar | Igen     |
| cannes-i fesztivál                  | Grand Prix des Amériques | Nic Balthazar | Igen     |
| cannes-i fesztivál                  | Legnépszerűbb film       | Nic Balthazar | Igen     |
| cannes-i fesztivál                  | Ökumenikus zsűri díja    | Nic Balthazar | Igen     |

## Külső hivatkozások
- Ben X – Bemutató
- Ben X filmösszefoglaló a european-films.net-en
- Hivatalos honlap
- Ben X a MovieSet.com-on
- az Archlord honlapja a filmhez
- Ben X az Internet Movie Database oldalon (angolul)